# Тулуюл (приток Кии)
Тулуюл (в верховьях — Большой Тулуюл) — река в Кемеровской области России, правый приток Кии. Впадает в Кию справа в 429 км от устья. Длина реки составляет 41 км. 

## Притоки
- 3 км: Малый Тулуюл (пр)

## Данные водного реестра
По данным государственного водного реестра России относится к Верхнеобскому бассейновому округу, водохозяйственный участок реки — Чулым от города Ачинск до водомерного поста села Зырянское, речной подбассейн реки — Чулым. Речной бассейн реки — (Верхняя) Обь до впадения Иртыша.